# Misarok
A misarok ((oroszul): мишари) – a volgai tatárok egy finnugor nép leszármazottai. A középkori forrásokban ezt a népet egyes források „magjarnak” nevezik, amelyet a kutatók a „magyarral” rokonítják.
A település történelmi területe a Volga folyó medencéje.

## Történelem
Misarok őseit Majaroknak hívták, és Ugor-Finn nyelveket beszéltek. Később az iszlámra áttért Magjarokat – Misaroknak hívták, az Ortodoxiába áttért majarokat pedig Meschera-nak hívták.
A Meschera, aki elfogadta az ortodoxiát, mára eltűnt és teljesen asszimilálódott az orosz néphez, és a Misharok, akik áttértek az iszlámra és áttértek a török nyelvre, megmaradtak a Volga Tatárjai és az Urál Baskírjai között.

## Etnogenomikai adatok
A Misharok között azonosították az R1a-SUR51-es etnogenetikai vonalat, amely a magyar Árpád-dinasztiára jellemző.

## Misarok eredete az ugoroktól
Mire a magyarok meghódították szülőföldjüket a Dunán, a kutatók három szót jegyeznek fel a madyar családból különböző jelentésekben: 
1. mod 'er (magyarul – Mogyer) — Magyar Ország értelmében;
2. mod ' ar (magyarul – Mogyar) — Az antroponím (a vezető neve)értelmében;
3. med ' er (magyarul – Megyer) — Etnonimikus értelemben; ez volt az egyik ősi magyar törzs neve.[4]

Így itt két gyökeret látunk: mod (magyarul – Mog), amely az országra vagy a magyarok egészére utal, és med (magyarul – Meg) — az egyik nagy törzs népnevének alapja, amely után az egész magyar nép később megkapta a nevet.
Hangsúlyozzuk, hogy a nyelvészek szerint a mod' (magyarul – mog) — med' (magyarul – meg) összekapcsolt alap ugor gyökere meggyőzően bizonyított, mivel ekvivalenseik megtalálhatók minden ugor nyelven.

## Az ugor etnonímia fejlődése A Volga-vidék és az Urál viszonyaiban
Németh Gyula, aki egy másik kutatóhoz, Lotz I. – hez hasonlóan különbséget tesz a modyar (magyarul – Mogyar) és a medyer (magyarul – Megyer) formák között. Németh szerint mindkét változat fejlesztése "... megfigyeljük az ókori Oroszországban..."..
A modyar (magyarul – Mogyar) változatból, amelynek ősi magyar formája volt modyer (magyarul – mogyer), megjelenik mozer (illetve – mozhar, mazhar).
A medyer (magyarul – Megyer) változatból pedig mezer, majd Miz(s)er^i – misar alakul ki.